# Drago Kid
Drago Kid, född 14 april 1999 i Mexico City, är en mexikansk fribrottare. Han är tidigare även känd under namnet Astrolux som han fortfarande använder vid uppträdanden i Mexikos oberoende förbund och evenemang. Han är känd från Mexikos största fribrottningsförbund, Lucha Libre AAA Worldwide, där han brottats sedan maj 2018. De olika namnen är en varumärkesfråga, då Lucha Libre AAA Worldwide äger varumärket Drago Kid, och brottaren äger namnet Astrolux.
Drago Kid brottas iförd fribrottningsmask och hans identitet är inte känd av allmänheten, vilket är vanligt inom lucha libre.

## Karriär
Drago Kid debuterade professionellt under namnet Astrolux år 2014 och gjorde sig ett namn på den oberoende scenen de följande åren. I början av karriären var han främst känd för tekniskt skickliga matcher mot sin äldre bror Black Metal.
I december 2021 brottades han för första gången i USA för Game Changer Wrestling (GCW). Sedan dess är han ett vanligt förekommande namn på deras evenemang som ofta återfinns högt upp på matchkorten.